# Sovra
Sovra je naselje v Občini Žiri in tudi bližnji istoimenski potok.